# Abdullah the Butcher
Lawrence Robert „Larry” Shreve, znany jako Abdullah the Butcher (ur. 11 stycznia 1941 w Windsor) – kanadyjski wrestler.

## Osiągnięcia
- All Japan Pro Wrestling
  - NWA International Tag Team Championship (1 raz) z Rayem Candym[2]
  - NWA United National Championship (1 raz)[3]
  - PWF United States Heavyweight Championship (1 raz)[4]
  - PWF World Heavyweight Championship (1 raz)[5]
  - Champion Carnival (1976, 1979)[6][7]
  - January 4 Korakuen Hall Heavyweight Battle Royal (2008)[8]
- Big Japan Pro Wrestling
  - BJW Deathmatch Heavyweight Championship (1 raz)[9]
- Central States Wrestling
  - NWA Central States Tag Team Championship (2 razy) z Rogerem Kirbym
- Georgia Championship Wrestling
  - NWA Georgia Heavyweight Championship (1 raz)[10]
  - NWA Georgia Television Championship (1 raz)[11]
- International Wrestling Association
  - IWA International Heavyweight Championship (3 raz)
- Lutte Internationale
  - Canadian International Heavyweight Championship (1 raz)[12]
- Midwest Wrestling Federation
  - MWWF Heavyweight Championship (2 razy)[13]
- NWA All-Star Wrestling
  - NWA Canadian Tag Team Championship (Vancouver version) (2 razy) z Dr. Jerrym Grahamem (1) i Armandem Husseinem (1)[14]
  - NWA World Tag Team Championship (Vancouver version) (1 raz) z Dr. Jerrym Grahamem[15]
- NWA Detroit
  - NWA United States Heavyweight Championship (Detroit version) (1 raz)
  - NWA World Tag Team Championship (Detroit version) (1 raz) z Killerem Timem Brooksem
- NWA New Zealand
  - NWA New Zealand British Commonwealth Championship (1 raz)
- NWA Southwest
  - NWA Texas Hardcore Championship (1 raz)[16]
- National Wrestling Federation
  - NWF Heavyweight Championship (2 razy)
  - NWF International Championship (1 raz)
- Pro Wrestling Illustrated
  - 35. miejsce w rankingu PWI 500 z 1991[17]
  - 54. miejsce w rankingu PWI Years z 2003
- Stampede Wrestling
  - NWA Canadian Heavyweight Championship (Calgary version) (1 raz)[18]
  - Stampede North American Heavyweight Championship (6 razy)[19]
- Tokyo Pro Wrestling
  - TPW Tag Team Championship (1 raz) z Benkeiem
- Tokyo Sports
  - Popularity Award (1978, 1980)[20][21]
  - Match of the Year Award (1979) z  Tigerem Jeetem Singhem vs. Antonio Inokim i Giant Babą
- World Class Wrestling Association
  - WCWA Brass Knuckles Championship (1 raz)
- World Wrestling Council
  - WWC Caribbean Heavyweight Championship (2 razy)[22]
  - WWC North American Heavyweight Championship (2 razy)[23]
  - WWC Puerto Rico Heavyweight Championship (3 razy)[24]
  - WWC Universal Heavyweight Championship (5 razy)[25]
- Trinidad and Tobago Wrestling Association
  - TTWA World Heavyweight Championship
- Wrestling Observer Newsletter
  - Wrestling Observer Newsletter Hall of Fame (wprowadzony w 1996)[26]
- WWE
  - WWE Hall of Fame (wprowadzony w 2011)